# Sofus Berger
Sofus Berger Brix (* 2. Juni 2003) ist ein dänischer Fußballspieler. Er spielt bei seinem Jugendverein Viborg FF und war dänischer Juniorennationalspieler.

## Karriere

### Verein
Sofus Berger wechselte als U12-Spieler von Overlund GF in die Jugendabteilung des Viborg FF und absolvierte am 6. August 2019 im Alter von 16 Jahren beim 2:1-Sieg nach Verlängerung in der ersten Runde im dänischen Pokal bei Jammerbugt FC, einem Drittligisten, seinen ersten Auftritt in einem Pflichtspiel für die erste Mannschaft von Viborg, die damals in der zweiten Liga spielte. Im Januar 2020 erhielt er einen Profivertrag über drei Jahre und kam in der Rückrunde der Saison 2019/20 zu regelmäßigen Einsätzen in der Liga. Dabei schoss Berger am 19. Juli 2020 beim 1:1-Unentschieden im Auswärtsspiel gegen Vejle BK in der 29. Minute mit dem Treffer zum 1:0 sein erstes Tor für die erste Mannschaft in einem Punktspiel. In der Saison 2020/21 folgten weitere regelmäßige Auftritte im Trikot der Profimannschaft, wobei er nicht zur Stammelf zählte, sondern zumeist zu Kurzeinsätzen kam. Zum Saisonende stieg Viborg FF in die Superligæn auf.

### Nationalmannschaft
Sofus Berger absolvierte im September 2020 zwei Testspiele gegen Deutschland für die dänische U18-Nationalmannschaft. Am 4. September 2021 kam er zu seinem Debüt für die dänische U19-Auswahl, als er in einem Spiel gegen Norwegen in Moss während eines internationalen Turniers zum Einsatz kam.